# 슈리브포트 파이리츠
| 슈리브포트 파이리츠 |                                               |
| 디비전              | 이스트 디비전 (1994년) 사우스 디비전 (1995년) |
| 설립연도            | 1994년                                        |
| 해체연도            | 1995년                                        |
| 역사                | 슈리브포트 파이리츠 (1994년~1995년)           |
| 경기장              | 인디펜던스 스타디움                           |
| 연고지              | 루이지애나주 슈리브포트                       |
| 구단주              | 버나드 글리버만 로니 글리버만                 |
| 단장                |                                               |
| 감독                | 포레스트 그렉                                 |
| 디비전 우승         | -                                             |
| 그레이 컵 우승      | -                                             |
| 영구 결번           | -                                             |

슈리브포트 파이리츠(Shreveport Pirates)는 미국 루이지애나주 슈리브포트를 연고지로 하는 1994년부터 1995년까지 CFL 참가했던 팀이다.